# Nogomet na Mediteranskim igrama 2013.
Nogometni turnir na MI 2013. održao se u Mersinu u Turskoj. Španjolska reprezentacija nije branila naslov. Na Igrama su nastupale reprezentacije do 19 godina.

## Sastavi
- Maroko: Badreddine Benrachour, Omar Boutayeb, Mohamed Saidi, Hamza Moussadak, Mohammed El Jaaouani, Adam Ennaffati, Adnane El Ouardy, Reda En-Neoualy, Youssef Es Saiydy, Mohamed Cheikhi, Walid El Karti, Aymane El Hassouni, El Mehdi Moufaddal, Hamza Mouatamid, Elmehdi Dghoughi, Reda Hajhouj, Mohamed El Makahasi, Hicham Khaloua
- BiH: Vedran Kjoševski, Omar Marković, Armin Hodžić, Amar Rahmanović, Fedor Predragović, Mirko Marić, Branimir Odak, Anto Petrović, Jozo Špikić, Haris Hajradinović, Emir Plakalo, Damir Sadiković, Almir Čerimagić, Renato Gojković, Adin Čiva, Almir Kasumović, Haris Muharemović, Halil Hajtić
- Turska: Cantug Temel, Ozan Tufan, Abudlkerim Baldakci, Muhammed Serdar Yazici, Suheyl Cetin, Kubilay Aktas, Kubilay Dursun Sonmez, Ibrahim Coskun, Berk Ismail Unsal, Recep Niyaz, Okan Aydin, Emre Selen, Ismail Guven, Gokhan Sazdagi, Metin Sevinc, Atabey Cicek, Sedat Yuce, Haydar Deniz
- Albanija: LEeart, Arben Muskaj, Arlind Ferhati, Amir Bilali, Erjon Hoxhallari, Enis Gavazaj, Ilir Kastrati, Valon Ahmedi, Klodian Gino, Liridon Latifi, Marsel Caka, Maldin Ymeraj, Kristi Marku, Rexhep Memini, Thoma Strakosha, Mateus Shkreta, Melsen Shkreta, Marvin Turtulli
- Makedonija: Damjan Šiškovski, Filip Ristevski, Gjoko Zajkov, Riste Karakamišev, Besmir Bojku, Demir Imeri, Jordančo Naumoski, Dorian Babunski, Darko Velkovski, Jasir Asani, Kire Markovski, Stefan Trajkovski, Hristijan Kostovski, Igor Aleksovski, Mihajlo Mitrov, Dimitar Ivanov
- Libija: Sadam El Werfalli, Abdelaziz Bin Ali, Abdurahim Abdulkarem, Muftah Taktak, Almoatasembellah Musrati, Muaid Ellafi, Hamdou Elhouni, Abdel Gawad Hameida, Osama Al-Bedwi, Mohamed Elmangoush, Bashier Alkarami, Moftah Mohamed, Asnsi Ammar, Rabia Alshadi, Ayoub Adreis, Ahmed Salem, Firas Shelegh, Ahmed Abdalla Ramadan
- Italija: Fabio Francesco Aveni, Simone Battaglia, Davide Biraschi, Mauro Bollino, Luigi Canotto, Eros Castelletto, Danilo Cataldi, Daniele Celiento, Leonardo Citti, Johad Ferretti, Andrea Fulignati, Guido Gomez, Luca Iotti, Filippo Minarini, Giuseppe Palma, Giulio Sanseverino, Michele Somma, Davide Voltan
- Tunis: Seifedine Lahwel, Rami Haj Selem, Khalim Sassi, Walid Dhaouedi, Idriss Mhirsi, Radhouene Khalfaoui, Rafik Kamarji, Adem Rjaibi, Mehdi Ben Nsib, Bechir Kablouti, Ayoub Jirtila, Sedik Mejri, Oualid Bouzidi, Zied Ounali, Slimen Kchok, Ahmed Khlil, Achref Mnani, Azer Ghali

## Turnir

### Skupina A
| Nadnevak   | 1. momčad | Ishod | 2. momčad |
| ---------- | --------- | ----- | --------- |
| 19. lipnja | Maroko    | 3:0   | BiH       |
|            | Turska    | 2:0   | Albanija  |
| 21. lipnja | Albanija  | 2:2   | BiH       |
|            | Turska    | 1:2   | Maroko    |
| 23. lipnja | BiH       | 2:5   | Turska    |
|            | Maroko    | 2:1   | Albanija  |

|    | Tablica  | I | Pob. | Ner. | Por. | Pos. P | Prim. P | RP | Bodovi |
| -- | -------- | - | ---- | ---- | ---- | ------ | ------- | -- | ------ |
| 1. | Maroko   | 3 | 3    | 0    | 0    | 7      | 2       | +5 | 9      |
| 2. | Turska   | 3 | 2    | 0    | 1    | 8      | 4       | +4 | 6      |
| 3. | Albanija | 3 | 0    | 1    | 2    | 3      | 6       | -3 | 1      |
| 4. | BiH      | 3 | 0    | 1    | 2    | 4      | 10      | -6 | 1      |

### Skupina B
| Nadnevak   | 1. momčad  | Ishod | 2. momčad  |
| ---------- | ---------- | ----- | ---------- |
| 19. lipnja | Makedonija | 2:2   | Libija     |
|            | Italija    | 2:2   | Tunis      |
| 21. lipnja | Italija    | 5:1   | Makedonija |
|            | Tunis      | 2:1   | Libija     |
| 23. lipnja | Libija     | 2:1   | Italija    |
|            | Makedonija | 0:2   | Tunis      |

|    | Tablica    | I | Pob. | Ner. | Por. | Pos. P | Prim. P | RP | Bodovi |
| -- | ---------- | - | ---- | ---- | ---- | ------ | ------- | -- | ------ |
| 1. | Tunis      | 3 | 2    | 1    | 0    | 6      | 3       | +3 | 7      |
| 2. | Libija     | 3 | 1    | 1    | 1    | 5      | 5       | 0  | 4      |
| 3. | Italija    | 3 | 1    | 1    | 1    | 8      | 5       | +3 | 4      |
| 4. | Makedonija | 3 | 0    | 1    | 2    | 3      | 9       | -6 | 1      |

### Poluzavršnica
25. lipnja 2013.
- Tunis -  Turska 0:2
- Maroko -  Libija 3:1

### Utakmica za broncu
27. lipnja 2013.
- Tunis -  Libija 4:0

### Utakmica za zlato
27. lipnja 2013.
- Turska -  Maroko 2:2, 2:3 (jed.)

| Pobjednici          |
| ------------------- |
| Maroko Drugi naslov |